# Stereomastis nana
Stereomastis nana е вид десетоного от семейство Polychelidae. Видът не е застрашен от изчезване.

## Разпространение и местообитание
Разпространен е в Австралия, Ангола, Бенин, Вануату, Габон, Гана, Гватемала, Гвинея, Гвинея-Бисау, Гренландия, Джибути, Еквадор, Западна Сахара, Йемен, Индия, Индонезия, Ирландия, Исландия, Испания, Кабо Верде, Камерун, Канада, Колумбия, Република Конго, Коста Рика, Кот д'Ивоар, Либерия, Мавритания, Мароко, Мексико, Намибия, Нигерия, Никарагуа, Нова Зеландия, Нова Каледония, Оман, Панама, Перу, Португалия, Салвадор, САЩ, Сенегал, Сиера Леоне, Соломонови острови, Сомалия, Того, Уолис и Футуна, Филипини, Франция, Хондурас, Чили и Япония.
Обитава океани, морета и заливи. Среща се на дълбочина от 354 до 2738 m, при температура на водата от 1,9 до 15,2 °C и соленост 34,5 – 36,1 ‰.

## Описание
Популацията на вида е стабилна.